# Crocidura arispa
Crocidura arispa és una espècie de musaranya (Soricidae) endèmica del sud de Turquia
que habita als roquissars de clima àrid.